# Törökvész
Törökvész Budapest egyik városrésze a II. kerületben.

## Fekvése

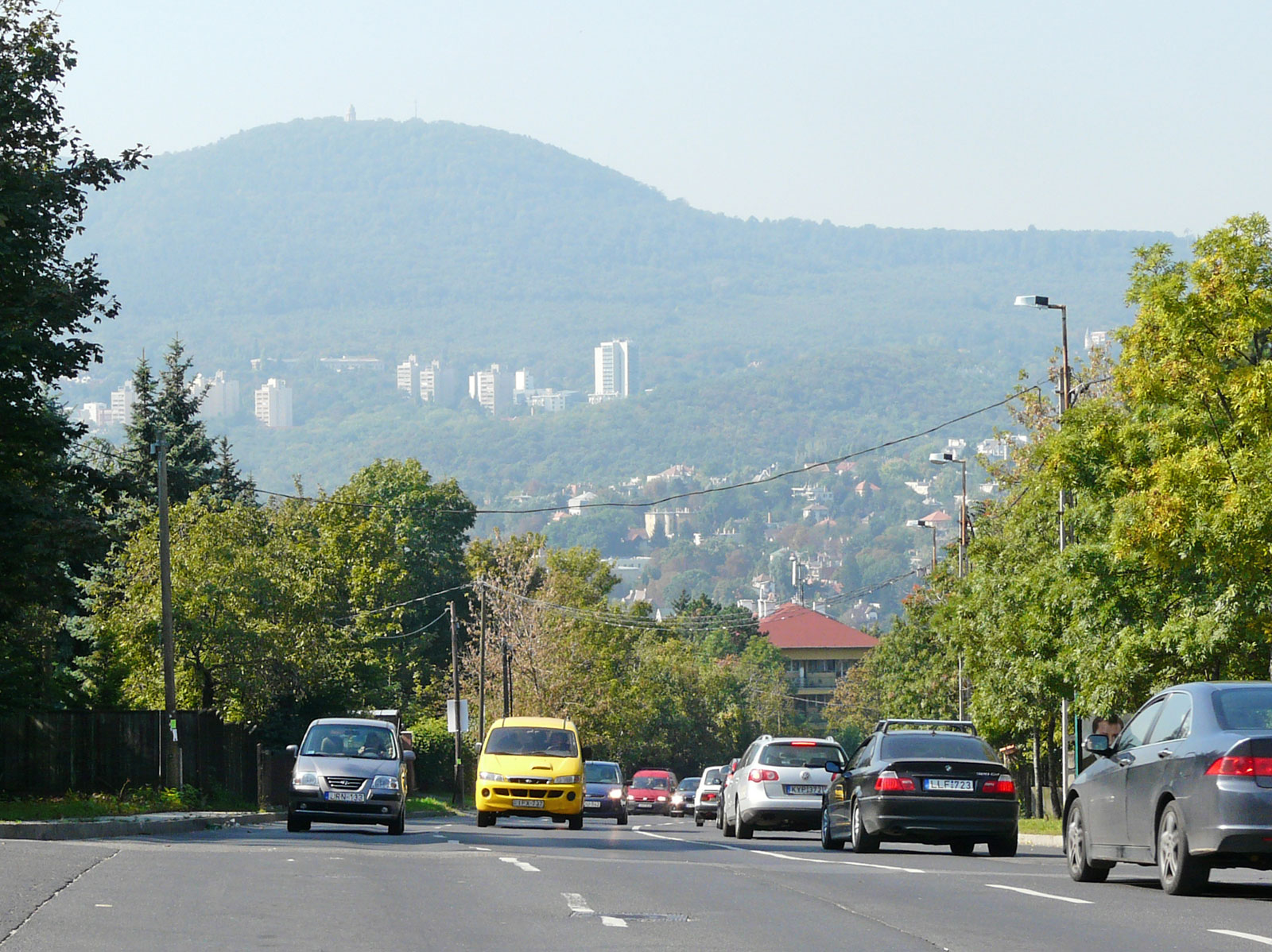
A lejtős Kapy utca a Törökvész utca sarkánál. A távolban Kurucles mögött a János-hegy magasodik

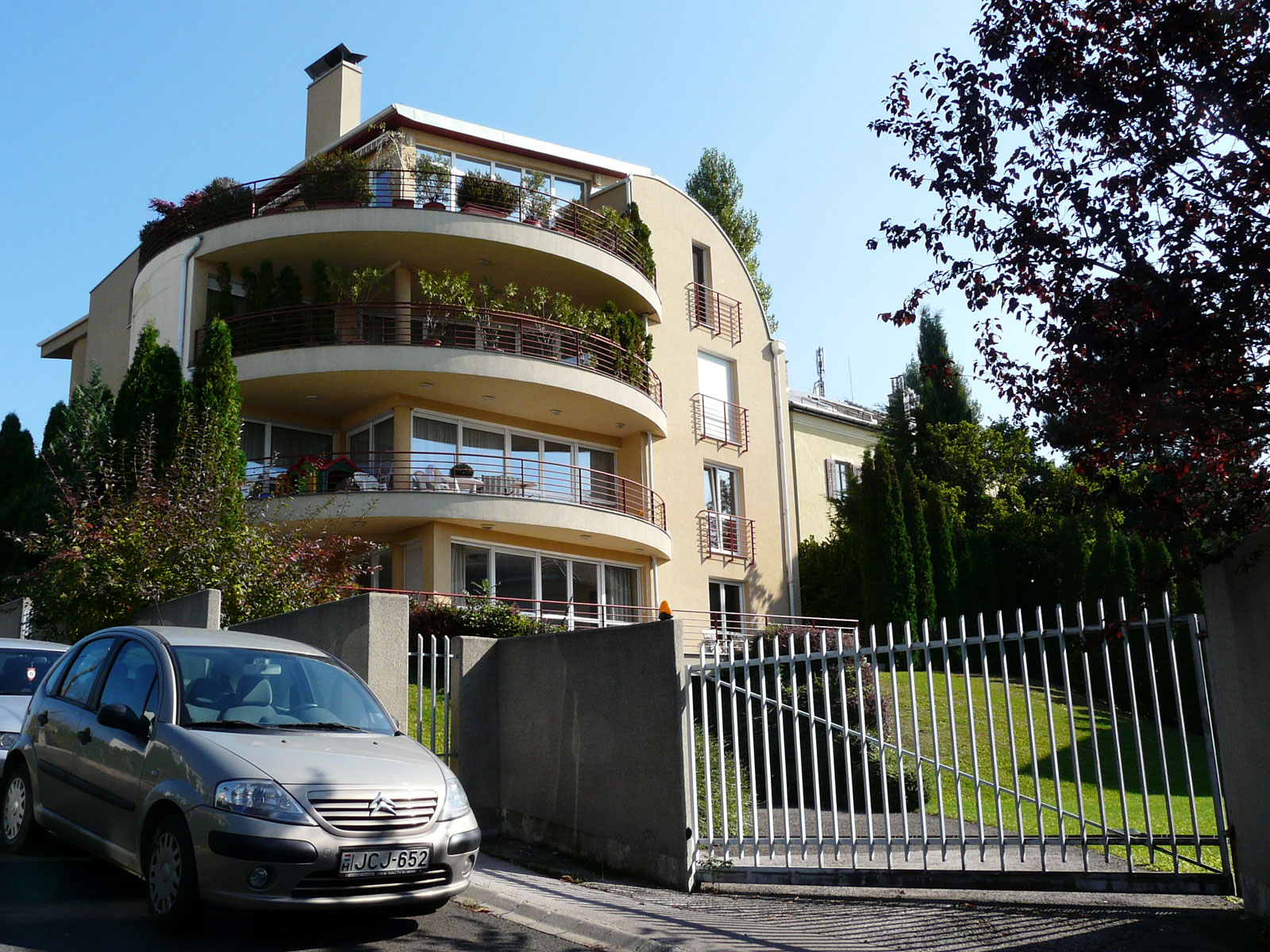
Egy luxus lakóház a Fillér utca és a Detrekő utca sarkán

Határai: Nagybányai lépcső a Csalán utcáig – Nagybányai út – Törökvész út – Kapy utca – Gárdonyi Géza utca – Endrődi Sándor köz – Endrődi Sándor utca – Bimbó út – Alvinci út – Garas utca – Trombitás út – Lorántffy Zsuzsanna út – Herman Ottó út – Radna utca – Pasaréti út – Cirok utca – Battai út – Csalán utca a Nagybányai lépcsőig.

## Története
Döbrentei Gábor dűlőkeresztelője alkalmával 1847-ben az addigi német Fruchtbare Ried  (Gyümölcsösrét), Ochsenried (Ökörrét) és Rochusberg (Rókushegy) helyett kapta ezt a nevet, annak emlékére, hogy ezen a területen verték le a Buda 1686. évi visszavívásakor az ostromlottak segítségére indult szpáhikat és janicsárokat.